# Bogdan Leonte
Bogdan Leonte (Bucarest, 13 maggio 1986) è un rugbista a 15 francese di origine rumena, terza linea del Bourgoin-Jallieu.